# Cantó de Saint-Denis-9

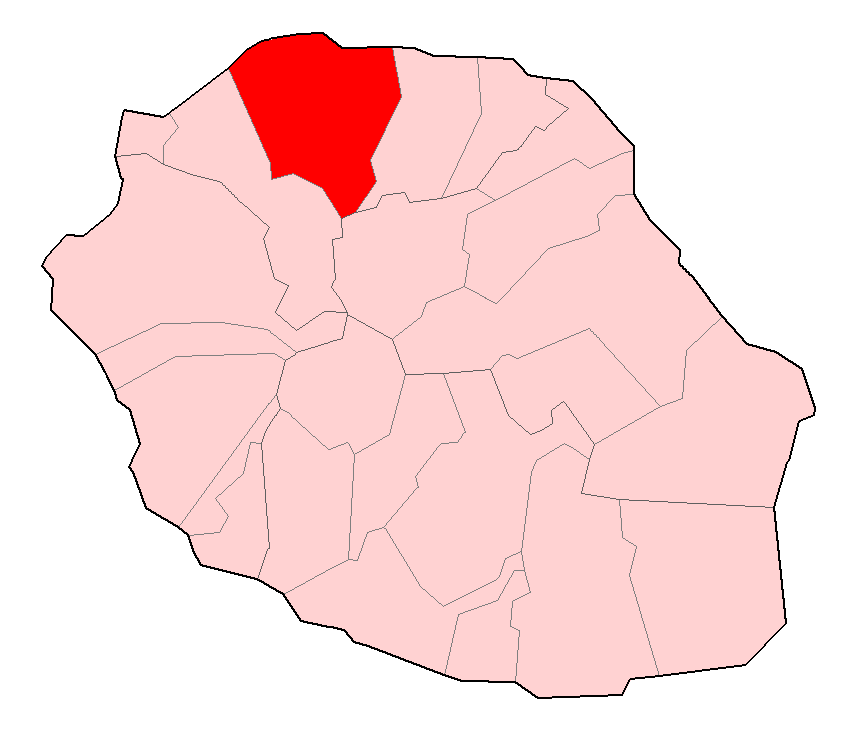
Ubicació del cantó de Saint Denis.

El cantó de Saint-Denis-9 és un cantó de l'illa de la Reunió, regió d'ultramar francesa de l'oceà Índic. Correspon a una fracció de la comuna de Saint-Denis.

## Història
| Data d'elecció | Identitat      | Partit |
| -------------- | -------------- | ------ |
| 2004 -         | Gérald Maillot | PS     |